# Central d'en Ribes
La Central d'en Ribes és una central elèctrica de la Cellera de Ter (Selva) inclosa a l'Inventari del Patrimoni Arquitectònic de Catalunya.

## Descripció
La central s'ha traduït en un gran edifici de planta rectangular que consta d'una sola planta, però això si d'una alçada considerable. Cobert amb un sostre pla aterrassat, l'edifici es caracteritza per la concentració de quatre grans obertures rectangulars que no han rebut cap tractament singular, però que són de grans dimensions permetent una gran entrada de llum.
Sobre un terraple, trobem un immoble que en l'actualitat es troba en desús però que en origen actuava com a habitatge pels obrers, els quals treballaven en règim de tres torns. Ara bé, en l'actualitat es troba sumit en un estat de desús total, com així ho acreditra el fet que totes les obertures estiguin tapiades. D'aquest habitatge l'únic a ressaltar és la coberta de l'edifici, que s'ha traduït en la pràctica en un teulat a quatre vessants amb un ràfec accentuat, sostentat per un entramat de vigues i cairats pintats de color vermell.
L'obra d'ingenieria hidroelèctrica la trobem concentrada en dos punts estratègics concrets, prenent com a referència l'edifici principal. Així davant seu trobem una gran construcció de formigó que serveix per canalitzar l'aigua destinada i emprada a generar energia. Mentre que a la part superior, és a dir sobre el terraple o nivell aterrassat al qual s'hi accedeix per mitjà d'una escala de dos trams, tenim una sèrie de canalitzacions i viaductes que distribueixen l'aigua.

## Història
Aigües avall de la resclosa del Pasteral es va construir, a començament dels anys quaranta, un complex hidràulic que proveeix d'aigua la central de can Ribes. També en aquesta època (concretament durant l'aiguat del 18 d'octubre de 1940) van quedar destruïts el canal i la presa de Sant Julià, que proveïa d'aigua les indústries Burés d'Anglès. Posteriorment es va construir un nou canal que, des de la central de can Ribes, arriba a les turbines anglesenques. Aquest nou complex és conegut com a Pasteral II. Com a última cosa, cal destacar que en el Pasteral I hi ha la captació de les aigües que van cap a Barcelona i en el Pasteral II hi ha la de les que van cap a Girona.